# Buga
 Ovo je glavno značenje pojma Buga. Za južnoameričko indijansko pleme pogledajte Buga (pleme).
Buga (grč. Bουγά, Bougá), bila je jedna od dviju legendarnih sestara (uz Tugu) koje su, prema narodnoj predaji s petoricom braće (Klukas, Lobel, Kosjenc, Muhlo i Hrvat) dovele Hrvate iz zakarpatske u današnju Hrvatsku. Predaja je zabilježena u 30. poglavlju djela Konstantina VII. Porfirogeneta „O upravljanju carstvom”.
Povjesničari su na različite načine objašnjavali podrijetlo imena „Buga”, promatrajući ga u svezi s imenima Bugojna i Bužima te u svezi s imenom hrvatskoga plemena Bužana, koje je za vladavine narodnih vladarā živjelo na području oko današnjega Smiljana u Lici.

## Poveznice
- Tuga

## Vanjske poveznice

### Ostali projekti
|  | Wikizvor ima izvorni tekst O upravljanju carstvom/Gl. XXX. Priča o provinciji Dalmaciji |